# Чёрные горы (Дальний Восток)
Чёрные горы — невысокий горный хребет на Дальнем Востоке. Образует естественную границу между Россией (Хасанский район, Приморье) и КНР. На севере переходит в Борисовское плато (ранее Шуфанское плато). Включается в систему Восточно-Маньчжурских гор.

## География
Осевой хребет Чёрных гор идёт параллельно побережью Японского моря, с севера на юг. Абсолютная высота достигает 996 м выше уровня моря (гора Высотная), относительная — 300—600 м. Гора находится на российско-китайской границе. Также является высшей точкой Хасанского района. Ближайшая господствующая вершина — гора Айгаоди (1223 м) в хребте Паньлин в КНР. На западе, с китайской стороны, хребет ограничивает долина реки Хуньчуньхэ (бассейн реки Туманной), за которой возвышается более высокий хребет Паньлин. В Приморье низкогорье чередуется с холмогорьем (сопки). Между Большой Тигровой горой и горой Луна (919 м) расположена пограничная застава Верхняя. На одном из отрогов Чёрных гор расположен заповедник Кедровая Падь. От основного хребта перпендикулярно Амурскому заливу отходят невысокие (500—700 м) Сухореченский хребет и Гаккелевский хребет. В восточных отрогах Чёрных гор, в 10 км к юго-востоку от п. Зарубино, на полуострове Гамова расположена Туманная гора (497,4 м). Вершина горы примечательна тем, что расположена в 1,5 км от берега залива Посьета. Ближайшая господствующая вершина безымянная отм. 559 в отрогах Чёрных гор. Превышение подсчитано относительно уровня Японского моря.

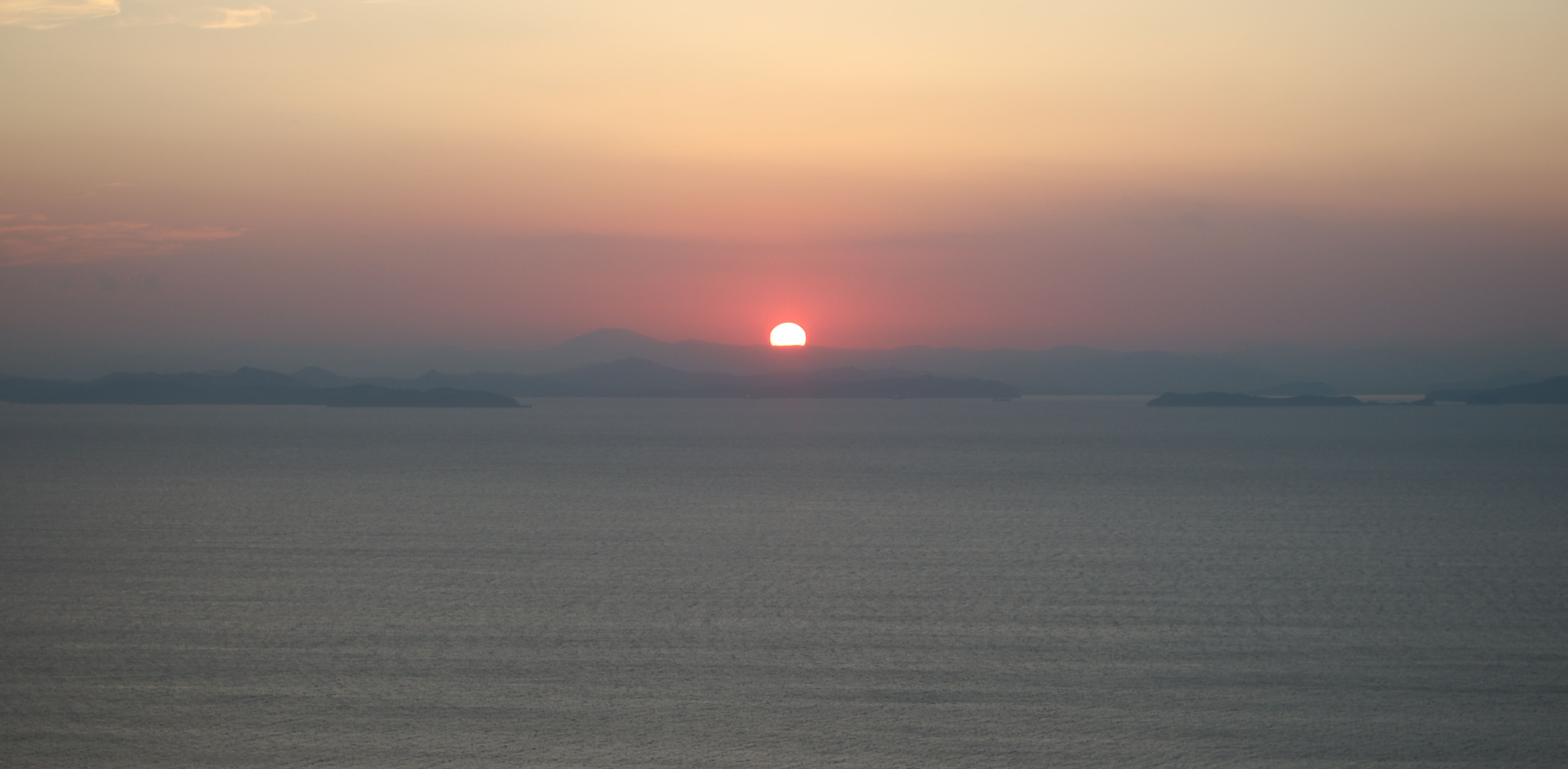
Чёрные Горы, вид с острова Рикорда. Куполообразная сопка слева от заходящего солнца - г. Жёлтая Вершина (648 м) в Рязановском хребте, отроге Чёрных Гор.

## Флора и фауна
Тип климата на восточных и юго-восточных склонах — муссонный. Здесь речные долины хорошо увлажнены. Реки короткие, но многочисленные и склонны к паводкам. В результате их активной наносной деятельности на морском побережье сформировалась обширная низменная равнина шириной до 10 км, сложенная продуктами разрушения гор. Но над её низменной поверхностью со множеством озёр, лиманов и стариц продолжают возвышаться останцовые горы, самая значительная из которых — гора Голубиный утёс (высота 180 м). На склонах гор выражена высотная поясность: до 600 м склоны покрывают широколиственные леса дальневосточного типа с лианами, выше 600 м представлены смешанные широколиственные леса с участием хвойных пород. Для склонов хребта характерно смешение субтропической флоры и фауны с умеренной, здесь довольно хорошо сохранились массивы реликтовой чёрнопихтовой широколиственной тайги, хотя и преобладают дубовые леса. В районе села Занадворовка Николай Дроздов снял документальный фильм о природе Чёрных гор (урочище Тигровая падь).

## Примечательные факты
В месте слияния рек Большая Абрикосовка и Малая Абрикосовка расположено урочище Абрикосовая падь, где встречаются сразу три вида кукушек: глухая кукушка (Cuculus optatus), ширококрылая кукушка (Hierococcyx fugax) и индийская кукушка (Cuculus micropterus). Особый интерес для зоологов представляет дальневосточный леопард.